# Škrlatica
Škrlatica är ett berg i juliska alperna i nordvästra Slovenien. Med sina 2 740 meter är det tredje högsta berget i bergskedjan.